# Grzegorz Radwan
Grzegorz Radwan (ur. 15 maja 1980) – polski koszykarz, reprezentant Polski. Prowadzi szkółkę koszykarską Radwan Sport.

## Przebieg kariery
- 1997–1998 Skawa Wadowice
- 1998–2001 Unia Tarnów
- 2001–2002 Alba Chorzów
- 2002–2003 Wisła Kraków
- 2003–2004 Zastal Zielona Góra
- 2004–2005 Kotwica Kołobrzeg
- 2005–2006 AZS Koszalin
- 2006–2007 Kager Gdynia
- 2007–2009 Politechnika Poznań
- 2008–2009 Big Star Tychy
- 2009–2010 Znicz Basket Pruszków
- od 2010 Wisła Kraków

## Statystyki

### Statystyki podczas występów w PLK
- Sezon 1998/1999 (Unia Tarnów): 5 meczów (średnio 2,4 punktu oraz 0,8 zbiórki w ciągu 6,2 minuty)
- Sezon 1999/2000 (Unia Tarnów): 15 meczów (średnio 3,7 punktu oraz 2,1 zbiórki w ciągu 14,5 minuty)
- Sezon 2000/2001 (Unia Tarnów): 24 mecze (średnio 2,7 punktu oraz 1,7 zbiórki w ciągu 11,3 minuty)
- Sezon 2005/2006 (AZS Koszalin): 29 meczów (średnio 8,3 punktu oraz 3,4 zbiórki w ciągu 24,2 minuty)
- Sezon 2006/2007 (Kager Gdynia): 32 mecze (średnio 4 punkty oraz 1,7 zbiórki w ciągu 12,9 minuty)
- Sezon 2008/2009 (PBG Basket Poznań): 10 meczów (średnio 3,5 punktu oraz 2,2 zbiórki w ciągu 13,6 minuty)

### Statystyki podczas występów w I lidze
- Sezon 2001/2002 (Alba Chorzów): 21 meczów (średnio 2,5 punktu)
- Sezon 2002/2003 (Wisła Kraków): 30 meczów (średnio 8,4 punktu)
- Sezon 2003/2004 (Zastal Zielona Góra): (średnio 13,4 punktu oraz 6 zbiórek w ciągu 26,7 minuty)
- Sezon 2004/2005 (Kotwica Kołobrzeg): (średnio 11,8 punktu oraz 4,6 zbiórki w ciągu 28,8 minuty)
- Sezon 2007/2008 (PBG Basket Poznań): 35 meczów (średnio 11 punktów oraz 4,9 zbiórki w ciągu 28,6 minuty)
- Sezon 2008/2009 (Big Star Tychy): 23 mecze (średnio 7,9 punktu oraz 2,2 zbiórki w ciągu 18,5 minuty)
- Sezon 2009/2010 (Znicz Pruszków): 32 mecze (średnio 10,1 punktu oraz 4 zbiórki w ciągu 29,6 minuty)

### Statystyki podczas występów w II lidze
- Sezon 2000/2001 (Unia II Tarnów): 2 mecze (średnio 11,5 punktu)
- Sezon 2010/2011 (Wisła Kraków): 27 meczów (średnio 12,4 punktu oraz 6,1 zbiórki w ciągu 27,7 minuty)